# هانس ماتهوفر
هانس ماتهوفر (انگلیسی: Hans Matthöfer; زاده ۲۵ سپتامبر ۱۹۲۵ – درگذشته ۱۴ نوامبر ۲۰۰۹) سیاست‌مدار اهل آلمان بود.
هانس ماتهوفر در ۱۴ نوامبر ۲۰۰۹، در سن ۸۴ سالگی در برلین درگذشت.